# Mario Götze
Mario Götze (* 3. června 1992 Memmingen) je německý profesionální fotbalista, který hraje na pozici ofenzivní záložníka za německý klub Eintracht Frankfurt. Mezi lety 2010 a 2017 odehrál také 63 zápasů v dresu německé reprezentace, ve kterých vstřelil 17 branek.
V roce 2011 získal ocenění Golden Boy, které uděluje italský sportovní deník Tuttosport ve spolupráci s dalšími evropskými novinami vítězi hlasování o nejlepšího hráče do 21 let působícího v některé z evropských nejvyšších fotbalových lig. V roce 2014 se stal s německou reprezentací mistrem světa. Právě v tomto roce dal jako jediný gól finálového utkání proti Argentině.

## Klubová kariéra

### Borussia Dortmund
Mario Götze je odchovancem mládežnické akademie Borussie Dortmund, přišel do ní ve svých osmi letech. Svůj bundesligový debut zažil 21. listopadu 2009 v bezbrankovém utkání s klubem 1. FSV Mainz 05, když v 88. minutě vystřídal polského reprezentanta Jakuba Błaszczykowského. V zimní přestávce sezóny 2009/10 jej zařadil trenér Jürgen Klopp natrvalo do A-mužstva. Mario svou šanci využil a stal se důležitou součástí týmu, jenž vyhrál titul v sezóně 2010/11. 27. března 2012 podepsal s Borussií nový čtyřletý kontrakt. S klubem slavil na konci sezóny obhajobu bundesligového titulu, Dortmund s 81 body zvítězil v předstihu před druhým Bayernem Mnichov (73 bodů). V tomto ročníku navíc vyhrál i DFB-Pokal, ve finále Borussia zvítězila 5:2 nad Bayernem Mnichov.
Mario Götze vstřelil vítězný gól obhájce titulu Dortmundu v zahajovacím utkání německé Bundesligy 2012/13 proti Werderu Brémy, když se prosadil v 81. minutě – pouhé 3 minuty po svém příchodu na hřiště. Stanovil tak konečné skóre 2:1 pro Borussii Dortmund. Dortmundu se však potředí v řadě německý ligový titul vyhrát nepodařilo, získal ho Bayern Mnichov.
V základní skupině D Ligy mistrů 2012/13 („skupina smrti“ – nejtěžší skupina tohoto ročníku LM) 21. listopadu 2012 proti Ajaxu jednou skóroval (výhra 4:1). V odvetném utkání osmifinále 5. března 2013 proti Šachtaru Doněck se gólem podílel na výhře 3:0 a postupu do čtvrtfinále. V prvním zápase Borussie v semifinále 24. dubna 2013 proti Realu Madrid centroval v osmé minutě z levé strany hřiště do pokutového území soupeře, kde míč dopravil do sítě polský reprezentant Robert Lewandowski. Borussia zvítězila rozdílem třídy 4:1 a vytvořila si dobrou pozici do odvety. Ještě před semifinále vyšlo najevo, že Bayern využil výstupní klauzule v jeho smlouvě a pro sezónu 2013/14 jej vykoupí. Samotný Götze toužil hrát pod trenérem Pepem Guardiolou, jenž se od sezóny 2013/14 stal hlavním trenérem Bayernu, přebral mužstvo po Juppu Heynckesovi. 25. května 2013 ve Wembley ve finále Ligy mistrů 2012/13 proti věčnému rivalovi Bayernu Mnichov nenastoupil, Borussia nejprestižnější evropský pohár nezískala, podlehla Bayernu 1:2.

### Bayern Mnichov
Bayern Mnichov využil v letním přestupovém období výstupní klauzule ve výši 37 mil. eur a hráče tak získal do svých řad. Götze debutoval 11. srpna 2013 v přátelském utkání s maďarským týmem Győri ETO FC, kde vstřelil dva góly (při výhře 4:1). V Bundeslize absolvoval premiéru za bavorský klub 24. srpna 2013 proti 1. FC Norimberk (výhra 2:0). 23. října 2013 vstřelil gól v domácím utkání Ligy mistrů 2013/14 Viktorii Plzeň, souboj německého mistra s českým vyzněl jednoznačně pro Bayern 5:0. Trefil se v nastaveném čase, byl to jeho první soutěžní gól za Bayern. S Bayernem vyhrál v prosinci 2013 i Mistrovství světa klubů v Maroku, kde Bayern porazil ve finále domácí tým Raja Casablanca 2:0, a v březnu 2014 s předstihem bundesligový titul. V květnu slavil prvenství v DFB-Pokalu. V Lize mistrů 2013/14 skončila pouť Bayernu v semifinále proti Realu Madrid.

### Borussia Dortmund (návrat)
Dne 21. července 2016 se po 3 letech vrátil zpět do Borussie Dortmund, kde podepsal za nespecifikovanou částku čtyřletou smlouvu do 30. června 2020.

## Reprezentační kariéra
Götze prošel mnohými mládežnickými týmy Německa včetně výběru do 21 let.
S německou mládežnickou reprezentací do 17 let vyhrál domácí Mistrovství Evropy v roce 2009 po finálové výhře 2:1 nad vrstevníky z Nizozemska.

Zúčastnil se Mistrovství světa hráčů do 17 let 2009 v Nigérii, kde mladí Němci vypadli v osmifinále proti Švýcarsku po výsledku 3:4 po prodloužení.

### A-mužstvo
Debut za seniorskou reprezentaci si odbyl 17. listopadu 2010 v zápase Německa se Švédskem. Trenérem Joachimem Löwem byl poslán na hřiště v 78. minutě a vystřídal svého klubového kolegu Kevina Großkreutze. Zápas nakonec skončil bezgólovou remízou. V tomto momentu se stal nejmladším Němcem od dob Uwe Seelera, který kdy nastoupil k mezinárodnímu utkání. Götze a André Schürrle, kteří nastoupili společně do národního týmu jsou prvními německými hráči reprezentace narozenými ve sjednoceném Německu.
Druhý reprezentační zápas absolvoval Mario Götze 9. února 2011 v domácím přátelském utkání v Berlíně proti Itálii (remíza 1:1), Götze nastoupil do druhého poločasu za stavu 1:0 pro Německo.
První gól v A-mužstvu Německa vstřelil v přátelském utkání 10. srpna 2011 Brazílii, kdy v 60. minutě zvyšoval na průběžných 2:0, Německo svého jihoamerického soupeře porazilo v domácí aréně ve Stuttgartu 3:2. Götze skóroval ve věku 19 let a 68 dní, čímž se stal nejmladším německým střelcem vedle Klause Stürmera, jenž skóroval při svém debutu proti Francii 16. října 1954. V kvalifikaci na MS 2014 nastřílel celkem 4 góly, čímž přispěl k postupu Německa na mundial.

#### EURO 2012
Mario Götze se zúčastnil Mistrovství Evropy ve fotbale 2012, kde nastoupil poprvé na hřiště jako střídající hráč v 80. minutě čtvrtfinálového utkání proti Řecku 22. června 2012 za příznivého stavu 4:1 pro Německo (zápas skončil výsledkem 4:2).
 Do následujícího semifinálového duelu 28. června s Itálií už nezasáhl, Německo prohrálo 1:2 a skončilo na turnaji na 3. místě.

#### Mistrovství světa 2014
Trenér Joachim Löw jej vzal na Mistrovství světa 2014 v Brazílii. Němci postoupili ze základní skupiny G se 7 body z prvního místa po výhře 4:0 s Portugalskem, remíze 2:2 s Ghanou a výhrou 1:0 s USA. Proti Ghaně vstřelil první gól zápasu. V osmifinále Němci vyřadili Alžírsko po výsledku 2:1 po prodloužení, ve čtvrtfinále Francii 1:0 a v semifinále porazili Brazílii 7:1, do tohoto zápasu však Mario nezasáhl. S týmem získal zlaté medaile po finálové výhře 1:0 proti Argentině. Mario tento duel rozhodl ve 113. minutě (jako střídající hráč) a stal se německým hrdinou.

#### Mistrovství světa 2022
V listopadu a prosinci roku 2022 se představil na Mistrovství světa, které pořádal Katar. Po nominací ze strany Hanse-Dietera Flicka se do národního mužstva vrátil po pěti letech. První skupinové utkání dne 23. listopadu přineslo překvapivou porážku 1:2 s Japonskem, které Německo porazilo poprvé. Götze nenáležel do základní sestavy a do hry se dostal na závěrečnou čtvrthodinu. Proti Španělsku o čtyři dny později při remíze 1:1 nenastoupil. Trenér Flick poslal Götzeho na hřiště do druhého poločasu i ve třetím skupinovém utkání 1. prosince. Německo porazilo Kostariku 4:2, ani jedno z mužstev však do osmifinále nezamířilo.

### Reprezentační góly
Góly Maria Götzeho za reprezentační A-mužstvo Německa
| Gól                 | Datum        | Stadion                                       | Soupeř          | Skóre (min.) | Výsledek | Soutěž                   |
| ------------------- | ------------ | --------------------------------------------- | --------------- | ------------ | -------- | ------------------------ |
| 01.0                | 10. 8. 2011  | Mercedes-Benz Arena, Stuttgart, Německo       | Brazílie        | 02:0 0(60.)  | 3:2      | přátelský zápas          |
| 02.                 | 2. 9. 2011   | Veltins-Arena, Gelsenkirchen, Německo         | Rakousko        | 06:2 0(88.)  | 6:2      | kvalifikace na Euro 2012 |
| 03.                 | 7. 9. 2012   | AWD-Arena, Hannover, Německo                  | Faerské ostrovy | 01:0 0(28.)  | 3:0      | kvalifikace na MS 2014   |
| 04.                 | 22. 3. 2013  | Astana Arena, Astana, Kazachstán              | Kazachstán      | 00:2 0(22.)  | 0:3      | kvalifikace na MS 2014   |
| 05.                 | 26. 3. 2013  | Grundig Stadion, Norimberk, Německo           | Kazachstán      | 02:0 0(27.)  | 4:1      | kvalifikace na MS 2014   |
| 06.                 | 15. 10. 2013 | Friends Arena, Solna, Švédsko                 | Švédsko         | 02:2 0(53.)  | 3:5      | kvalifikace na MS 2014   |
| 07.                 | 5. 3. 2014   | Mercedes-Benz Arena, Stuttgart, Německo       | Chile           | 01:0 0(16.)  | 1:0      | přátelský zápas          |
| 08.                 | 6. 6. 2014   | Coface Arena, Mohuč, Německo                  | Arménie         | 05:1 0(83.)  | 6:1      | přátelský zápas          |
| 09.                 | 6. 6. 2014   | Coface Arena, Mohuč, Německo                  | Arménie         | 06:1 0(89.)  | 6:1      | přátelský zápas          |
| 10.                 | 24. 6. 2014  | Estádio Castelão, Fortaleza, Brazílie         | Ghana           | 01:0 0(51.)  | 2:2      | MS 2014                  |
| 11.                 | 13. 7. 2014  | Estádio do Maracanã, Rio de Janeiro, Brazílie | Argentina       | 01:0 0(113.) | 1:0      | MS 2014                  |
| Platí k 14. 7. 2014 |              |                                               |                 |              |          |                          |

## Styl hry
Trenér Jürgen Klopp jej začal v průběhu jeho angažmá v Dortmundu stavět na post pravého křídelníka, protože ve středu pole upřednostňoval japonského ofenzivního záložníka Šindži Kagawu. Götze byl považován za velký talent světového fotbalu s potenciálem špičkového hráče, vyniká rychlostí, technikou a kvalitními kličkami, je kreativní a má schopnosti tvořit hru

## Úspěchy

### Klubové
Borussia Dortmund
- 2× vítěz německé Bundesligy (2010/11, 2011/12)
- 1× vítěz německého poháru DFB-Pokal (2011/12)

FC Bayern Mnichov
- 3× vítěz německé Bundesligy (2013/14, 2014/15, 2015/16)
- 2× vítěz německého poháru DFB-Pokal (2013/14, 2015/16)
- 1× vítěz Superpoháru UEFA (2013)
- 1× vítěz Mistrovství světa klubů (2013)

### Reprezentační
- 1× účast na Mistrovství Evropy do 17 let (2009 – 1. místo)
- 1× účast na Mistrovství Evropy (2012 – 3. místo)
- 1× účast na Mistrovství světa (2014 – 1. místo)

### Individuální
- cena Golden Boy (2011)